# Est! Est!! Est!!! di Montefiascone

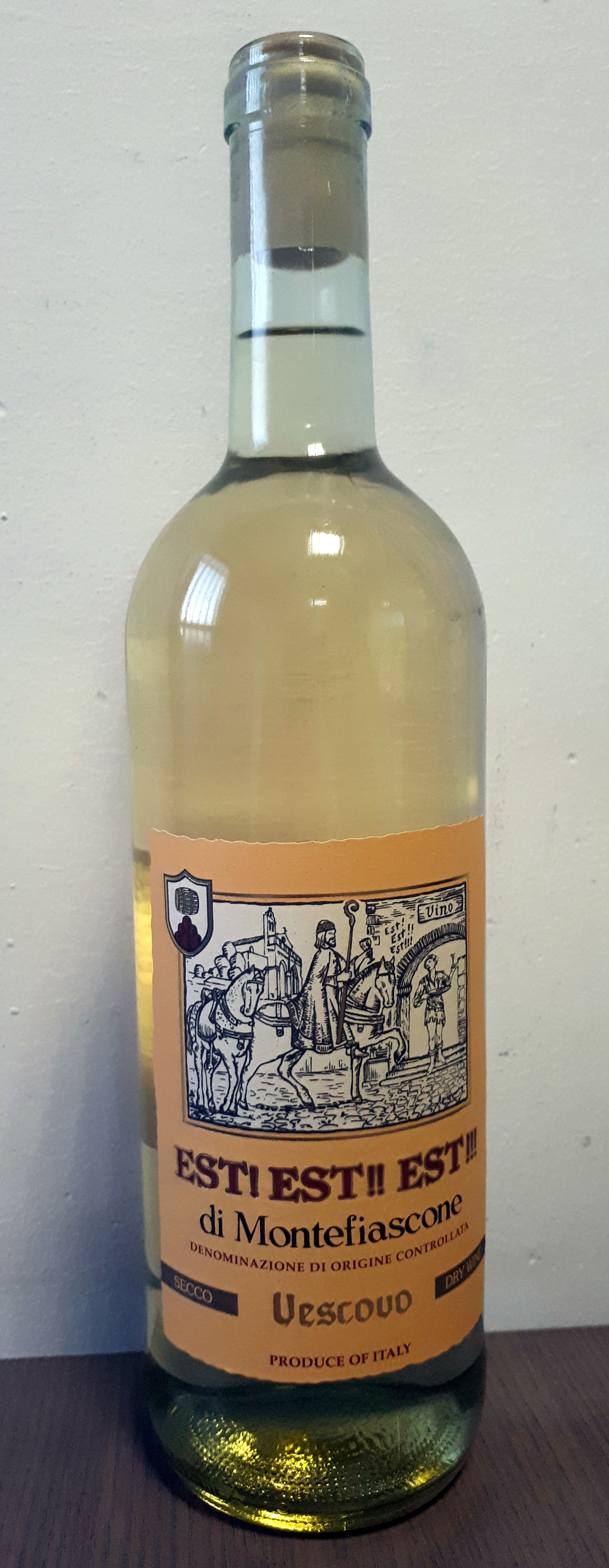
Une bouteille d'Est! Est!! Est!!! di Montefiascone.

 (janvier 2022).
L'Est! Est!! Est!!! di Montefiascone est un vin italien de la région Latium doté d'une appellation DOC depuis le 3 mars 1966. Seuls ont droit à la DOC les vins blancs récoltés à l'intérieur de l'aire de production définie par le décret. 

## Aire de production
Les vignobles autorisés se situent en province de Viterbe dans les communes Bolsena, Capodimonte, Gradoli, Grotte di Castro, Marta, Montefiascone et San Lorenzo Nuovo.  La zone de production est proche du Lac de Bolsena. La superficie plantée en vigne est de 416 hectares.

## Légende
À l'intérieur de l'église San Flaviano de Montefiascone, se trouvent de nombreuses fresques et la pierre tombale de Jean Defuc († 1113), auquel est liée la légende du vin. Cette légende veut que l'évêque allemand Johannes Fugger ( = Jean Defuc), faisant partie de la suite d'Henri V du Saint-Empire – qui allait à Rome pour se faire couronner par le pape – se soit fait précéder par un domestique qui devait repérer les auberges avec les meilleurs vins, qu'il signalait en marquant sur la porte : « Est ! ». Arrivé à Montefiascone, il goûta le vin local et le trouva si bon  qu'il inscrivit : « Est ! Est !! Est !!! ».  L'évêque partagea les goûts de son domestique et s'établit définitivement dans la petite ville où il mourut en 1113. L'épitaphe insolite sur sa tombe dit : « Est est est pr(opter) nim(ium) est hic Jo(hannes) de Fu(kris) do(minus) meus mortuus est » : « C'est ici que, pour [avoir bu] trop d'Est, mourut mon maître Jean Defuc ».

## Caractéristiques organoleptiques
- couleur : jaune paille brillant
- odeur : vineux
- saveur : sec à doux, harmonique,

L'Est! Est!! Est!!! di Montefiascone se déguste à une température de 8 - 10 °C et se gardera au maximum de un à deux ans.

## Production
Province, saison, volume en hectolitres :
- Viterbo  (1990/91)  16498,81
- Viterbo  (1991/92)  22260,63
- Viterbo  (1992/93)  19567,69
- Viterbo  (1993/94)  20886,51
- Viterbo  (1994/95)  23689,06
- Viterbo  (1995/96)  21150,7
- Viterbo  (1996/97)  20055,38